# Metepeira maya
Metepeira maya är en spindelart som beskrevs av Piel 200. Metepeira maya ingår i släktet Metepeira och familjen hjulspindlar. Inga underarter finns listade i Catalogue of Life.